# Norra Bergtjärnen (Gustav Adolfs socken, Värmland)
Norra Bergtjärnen är en sjö i Hagfors kommun i Värmland och ingår i Göta älvs huvudavrinningsområde.